# 커플즈
"커플즈"는 2011년에 개봉한 대한민국의 영화이다.

## 캐스팅
- 김주혁 : 유석 역
- 이윤지 : 애연 역
- 이시영 : 나리 역
- 오정세 : 복남 역
- 공형진 : 병찬 역
- 조달환 : 상기 역
- 배슬기 : 수진 역
- 김광현 : 병찬부하 1 역
- 조한철 : 공택중 역
- 강지아 : 예비신부 2 역
- 김문수
- 박재철 : 예비신랑 역
- 주예린 : 리포터 역
- 김용진 : 애연 전 남자친구 역
- 김지운 : 수진남편 역
- 주예린 : 리포터 역
- 원상연 : 예비신랑 1 역
- 전수지 : 예비신부 1 역
- 박재철 : 예비신랑 2 역
- 원웅재 : 상두 역
- 유성안 : 예비신랑 3 역
- 최정화 : 예비신랑 3 역
- 구혜령 : 노처녀 역
- 이승후 : 병찬부하 2 역
- 하성 : 병찬부하 3 역
- 김영환 : 병찬부하 4 역
- 황상경 : 병찬부하 5 역
- 김응수 : 김 회장 역 (특별출연)
- 임승대 : 형사 역 (특별출연)
- 정광재 : 버스기사 역 (특별출연)